# Seleccions de la Copa del Món de Rugbi 1991
Aquest article és una llista dels jugadors que componien les diferents seleccions de la Copa del Món de Rugbi de 1991.

## Grup A

### Anglaterra
Entrenador: Geoff Cooke
Defenses
1. Rob Andrew
2. Will Carling (capità)
3. Jeremy Guscott
4. Simon Halliday
5. Nigel Heslop
6. Richard Hill
7. Simon Hodgkinson
8. Dewi Morris
9. Chris Oti
10. Rory Underwood
11. Jon Webb

Davanters
1. Paul Ackford
2. Wade Dooley
3. Jason Leonard
4. Brian Moore
5. John Olver
6. Gary Pearce
7. David Pears
8. Jeff Probyn
9. Nigel Redman
10. Gary Rees
11. Dean Richards
12. Michael Skinner
13. Mike Teague
14. Peter Winterbottom
15. Paul Rendall

### Itàlia
Entrenador:  Bertrand Fourcade
Defenses
1. Stefano Barba
2. Massimo Bonomi
3. Stefano Bordon
4. Marcello Cuttitta
5. Diego Dominguez
6. Ivan Francescato
7. Fabio Gaetaniello
8. Francesco Pietrosanti
9. Daniele Tebaldi
10. Luigi Troiani
11. Paolo Vaccari
12. Edgardo Venturi

Davanters
1. Alessandro Bottachiari
2. Carlo Checchinato
3. Antonio Colella
4. Giambattista Croci
5. Massimo Cuttitta
6. Roberto Favaro
7. Massimo Giovanelli
8. Giovanni Grespan
9. Carlo Orlandi
10. Giancarlo Pivetta
11. Franco Properzi
12. Guido Rossi
13. Roberto Saetti
14. Gianni Zanon (capità)

### Nova Zelanda
Entrenadores: John Hart/Alex Wyllie
Defenses
1. Graeme Bachop
2. Kieran Crowley
3. Grant Fox
4. Craig Innes
5. John Kirwan
6. Walter Little
7. Bernie McCahill
8. Jon Preston
9. Shayne Philpott
10. John Timu
11. Va'aiga Tuigamala
12. Terry Wright

Davanters
1. Zinzan Brooke
2. Mark Carter
3. Andy Earl
4. Sean Fitzpatrick
5. Paul Henderson
6. Jason Hewett
7. Ian Jones
8. Michael Jones
9. Richard Loe
10. Steve McDowell
11. Graham Purvis
12. Alan Whetton
13. Gary Whetton (capità)

### Estats Units
Entrenador: Jim Perkins
Defenses
1. Barry Daily
2. Mark Pidcock
3. Chris O'Brien
4. Mike de Jong
5. Joe Burke
6. Kevin Higgins
7. Mark Williams
8. Gary Hein
9. Eric Whittaker
10. Ray Nelson
11. Paul Sheehy

Davanters
1. Chris Lippert
2. Lance Manga
3. Norm Mottram
4. Fred Paoli
5. Tony Flay
6. Pat Johnson
7. Bill Leversee
8. Kevin Swords (capità)
9. Chuck Tunnacliffe
10. Rob Farley
11. Shawn Lipman
12. Mark Sawicki
13. Brian Vizard
14. Tony Ridnell

## Grup B

### Irlanda
Entrenador: Ciaran Fitzgerald
Defenses
1. Fergus Aherne
2. Jack Clarke
3. Keith Crossan
4. Vince Cunningham
5. David Curtis
6. Simon Geoghegan
7. Ralph Keyes
8. Brendan Mullin
9. Kenny Murphy
10. Rob Saunders
11. Jim Staples

Davanters
1. Des Fitzgerald
2. Neil Francis
3. Gary Halpin
4. Gordon Hamilton
5. Terry Kingston
6. Donal Lenihan
7. Noel Mannion
8. Phillip Matthews (capità)
9. Nick Popplewell
10. Steve Smith
11. Brian Robinson

### Japó
Entrenador: Hiroaki Shukuzawa
Defenses
1. Takahiro Hosokawa
2. Terunori Masuho
3. Eiji Kutsuki
4. Seiji Hirao (capità)
5. Yoshihito Yoshida
6. Katsuhiro Matsuo
7. Masami Horikoshi
8. Wataru Murata
9. Yukio Motoki
10. Tatsuya Maeda

Davanters
1. Osamu Ota
2. Tsuyoshi Fujita
3. Mazanori Takura
4. Toshiyuki Hayashi
5. Atsushi Oyagi
6. Ekeroma Lauaiufi
7. Hiroyuki Kajihara
8. Sinali-Tui Latu
9. Mazahiro Kunda
10. Katsufumi Myiamoto
11. Kazuaki Takahashi
12. Shuji Nakashima

### Escòcia
Entrenador: Jim Telfer
1. David Sole (capità)
2. John Allan
3. Paul Burnell
4. Chris Gray
5. Doddie Weir
6. John Jeffrey
7. Finlay Calder
8. Derek White
9. Gary Armstrong
10. Craig Chalmers
11. Iwan Tukalo
12. Sean Lineen
13. Scott Hastings
14. Tony Stanger
15. Gavin Hastings
16. Douglas Wyllie
17. David Milne
18. Peter Dods
19. Greig Oliver
20. Graham Marshall
21. Graham Shiel
22. Alan Watt

### Zimbàbue
Defenses
1. Brian Currin (capità)
2. Craig Brown
3. Mark Letcher
4. Richard Tsimba
5. David Walters
6. Ralph Kuhn
7. Andy Ferreira
8. William Schultz
9. Ian Noble
10. Ewan MacMillan
11. Elimon Chimbima

Davanters
1. Robin Hunter
2. Brian Beattie
3. Adrian Garvey
4. Michael Martin
5. Rob Demblon
6. Chris Botha
7. Brendon Dawson
8. Brenton Catterall
9. Alex Nicholls
10. Honeywell Nguruve
11. Gary Snyder
12. Darren Muirhead
13. Chris Roberts

## Grup C

### Argentina
Entrenadores: Luis Gradín/Guillermo Lamarca
1. Federico Méndez
2. Ricardo Le Fort
3. Luis Molina
4. Pedro Sporleder
5. Germán Llanes
6. José Santamarina
7. Pablo Garretón (capità)
8. Mario Carreras
9. Gonzalo Camardón
10. Lisandro Arbizu
11. Diego Cuesta Silva
12. Hernán García Simón
13. Eduardo Laborde
14. Martín Terán
15. Guillermo del Castillo
16. Manuel Aguirre
17. Mariano Bosch
18. Pablo Buabse
19. Francisco Irarrázaval
20. Gustavo Jorge
21. Mariano Lombardi
22. Agustín Zanoni
23. Santiago Méson
24. Diego Cash
25. Guillermo Angaut
26. Matías Allen

### Austràlia
Entrenador: Bob Dwyer
1. Dan Crowley
2. Phil Kearns
3. Tony Daly
4. Ewen McKenzie
5. David Nucifora
6. Cameron Lillicrap
7. John Eales
8. Rod McCall
9. Steve Cutler
10. Simon Poidevin
11. Viliami Ofahengaue
12. Troy Coker
13. Jeff Miller
14. Brendon Nasser
15. Nick Farr-Jones (capità)
16. Peter Slattery
17. Michael Lynagh
18. Tim Horan
19. Jason Little
20. David Campese
21. Bob Egerton
22. John Flett
23. Marty Roebuck
24. Anthony Herbert

### Gal·les
Entrenador: Alan Davies
1. Paul Arnold
2. Richie Collins
3. Phil Davies
4. Mark Davies
5. Laurance Delaney
6. Mike Griffiths
7. Garin Jenkins
8. Emyr Lewis
9. Phil May
10. Martyn Morris
11. Kevin Moseley
12. Ken Waters
13. Richard Webster
14. Hugh Williams-Jones
15. Andy Booth
16. Tony Clement
17. Adrian Davies
18. Arthur Emyr
19. David Wyn Evans
20. Ieuan Evans
21. Steve Ford
22. Scott Gibbs
23. Mike Hall
24. Robert Jones
25. Mike Rayer
26. Mark Ringer

### Samoa
Entrenador:  Bryan Williams
Defenses
1. Andrew Aiolupo
2. Brian Lima
3. To'o Vaega
4. Frank Bunce
5. Tupo Fa'amasino
6. Stephen Bachop
7. Mathew Vaea
8. Timo Tagaloa
9. Tu Nu'uali'itia
10. Filipo Saena

Davanters
1. Peter Fatialofa (capità)
2. Stan To'omalatai
3. Vili Alalatoa
4. Mark Birtwistle
5. Mat Keenan
6. Junior Paramore
7. Danny Kaleopa
8. Apollo Perelini
9. Sila Vaifale
10. Pat Lam
11. Eddie Ioane
12. Palamia Lilomaiava
13. David Sio

## Grup D

### Canadà
Entrenador:  Ian Birtwell
1. Eddie Evans
2. Dan Jackart
3. David Speirs
4. Karl Svoboda
5. Paul Szabo
6. Norm Hadley
7. John Robertsen
8. Ron van den Brink
9. Bruce Breen
10. Al Charron
11. Glen Ennis
12. Gord MacKinnon
13. John Graf
14. Chris Tynan
15. Gareth Rees
16. Dave Lougheed
17. John Lecky
18. Tom Woods
19. Christian Stewart
20. Steve Gray
21. Pat Palmer
22. Scott Stewart
23. Mark Wyatt (capità)
24. Roy Radu
25. Gary Dukelow

### Fiji
1. Epeli Naituivau
2. Salaceli Naivilawasa
3. Mosese Taga (capità)
4. Samuela Domoni
5. Ilaitia Savai
6. Alifereti Dere Ratu
7. Laisenia Katonawale
8. Ifereimi Tawake
9. Pauliasi Taubulutu
10. Waisale Serevi
11. Tomasi Lovo
12. Savenaca Aria
13. Noa Nadruku
14. Fili Seru
15. Severo Koroduadua Waqanibau
16. Dranivesi Baleiwei
17. Tevita Vonolagi
18. Tomasi Rabaka
19. Mosese Vosanibole
20. Pita Naruma
21. Naibuka Vuli
22. Peni Volavola
23. Kalaveti Naisoro
24. Opeti Turuva
25. Max Olsson
26. Aisake Nadolo

### França
Entrenador: Daniel Dubroca
1. Pascal Ondarts
2. Grégoire Lascubé
3. Philippe Marocco
4. Louis Armary
5. Philippe Gimbert
6. Jean-Marie Cadieu
7. Olivier Roumat
8. Thierry Devergie
9. Éric Champ
10. Abdelatif Benazzi
11. Marc Cécillon
12. Laurent Cabannes
13. Michel Courtiols
14. Fabien Galthié
15. Henri Sanz
16. Didier Camberabero
17. Thierry Lacroix
18. Philippe Sella
19. Franck Mesnel
20. Philippe Saint-André
21. Jean-Baptiste Lafond
22. Patrice Lagisquet
23. Serge Blanco (capità)
24. Jean-Luc Sadourny

### Romania
Entrenador: Peter Ianusevici
1. Tiberiu Brînză
2. Gheorghe Leonte
3. Gheorghe Ion
4. Constantin Stan
5. Sandu Ciorascu
6. Constantin Cojocariu
7. Gheorghe Dinu
8. Andrei Guranescu
9. Haralambie Dumitras (capità)
10. Neculai Nichitean
11. Nicolae Racean
12. George Sava
13. Adrian Lungu
14. Catalin Sasu
15. Marian Dumitru
16. Ioan Doja
17. Nicolae Fulina
18. Ilie Ivancuic
19. Cornel Gheorghe
20. Mihai Foca
21. Gabriel Vlad
22. Daniel Neaga
23. Lician Colceriu
24. Micusor Marin